# Breanna Stewart
Breanna Mackenzie Stewart (Syracuse, 27 de agosto de 1994) é uma basquetebolista profissional estadunidense que atualmente joga pelo Seattle Storm na Women's National Basketball Association. A atleta que possui 1,93m e pesa 77kg, atua como ala.

## Carreira Profissinal
Seattle Storm (2016-presente)
Stewart foi a primeira escolha do draft da WNBA em 2016 para jogar pelo Seattle Storm. Em sua primeira temporada ela foi escolhida Novata do Ano (Rookie of the Year).